# خيمات (المحويت)

تعديل مصدري - تعديل

هي قرية تقع في مدينة المحويت، ولتسميتها أسطورة كبيرة مما جعلها معروفة من بين الكثير من القرى في المدينة، يعتمد سكانها على الزراعة.

## موقع القرية
تقع القرية في مديرية المحويت، عزلة الوسط، وتظم قرابة 150 فرد حسب الإحصائيات الأخيرة لقرى اليمن، تبعد عن مركز المدينة حوالي 20 كيلوا متر.

## معاناة القرية
تعاني القرية من وعورة الطريق مما يضطر الكثير من أهل القرية للمشي على الاقدام قرابة 40 دقيقة للوصول إلى أقرب دكّان لشراء حاجيات المنزل، أما المستشفى فلا يوجد إلا في مركز المدينة والتي تبعد قرابة 20 كيلو متر.
وأما المدارس فالأطفال يقضون قرابة الساعة في المشي على أمل الوصول للمدرسة.

## أُسطورة تسمية «خيمات»
يُقال حسب ما يتداوله القدماء والآباء أنه قبل 900 سنة (أي في القرن الثاني عشر ميلادي) كانت قرية خيمات خالية تمامًا من السكان إلا من عائلة واحدة فقط سكنت في القرية على أمل أن تكون حلقة وصل بين التجار الذين كانوا يذهبون من صنعاء إلى الحديدة بغرض تجارة الحلي وتجارة البحر، فكانت العائلة تخدمهم وتسترزق من تجارتهم وتأخذ ما تحتاجه من قوافلهم. استمرت العائلة حتى أرسل إحدى رؤساء القبائل وقتها زوجته وابنته مع قافلة من قوافل التجار للذهاب إلى مدينة الحديدة وشراء ما يروق للعائلة من حلي، فمرضت الزوجة في الطريق وكانت العائلة التي تسكن قرية خيمات هي أقرب منطقة لتحط القافلة فيها رحلها. ألم بالزوجة المرض ورأى الكثير أنها ستهلك ولابد لزوجها أن يأتي ليراها للمرة الأخيرة فأسرعوا بإرسال رسول لإخباره. شد رئيس القبيلة رحاله للاطمئنان على زوجته ولكن ما إن وصل حتى فاجأه خبر موتها، فقبرها وأقام خيمة بجانب قبرها، وظلّ مخيمًا في القرية بكاها حتى مات، فكان الناس يسألون العائلة التي كانت تقطن في القرية كحلقة وصل «ماذا حل به؟» فتجيب«خيَّم مات» فسميت من حينها بـ خيمات.